# Produção primária
Em ecologia, chama-se produção primária a síntese de matéria orgânica a partir de compostos inorgânicos. Essa síntese é realizada por organismos autotróficos, tais como plantas em geral no ambiente terrestre e fitoplâncton, microfitobentos, macroalgas, gramíneas marinhas, algumas bactérias e arqueobactérias no ambiente aquático. Por isso, estes organismos são chamados produtores primários. Quando a produção primária é realizada por bactérias ou arqueobactérias, o processo chama-se quimiossíntese. Porém, o principal processo responsável pela produção primária em ecossistemas terrestres e aquáticos é a fotossíntese, sendo esta realizada pelas plantas, fitoplâncton, microfitobentos e macroalgas. A fotossíntese requer água, gás carbônico, luz e um suprimento adequado de nutrientes, pode ser caracterizada pela seguinte reação composta:
H2O + CO2 + luz + minerais → carboidratos + O2
A matéria orgânica formada a partir da produção secundaria constitui a base da cadeia alimentar na biosfera. Com isso os produtores primários são responsáveis por sustentar os demais níveis tróficos, desde os consumidores primários (herbívoros em geral, incluindo os mamíferos ungulados nos ecossistemas terrestres, ou protozoários e pequenos animais planctônicos nos ecossistemas aquáticos) até os consumidores de topo (ou carnívoros de topo), contribuindo assim para o aumento da biomassa dos ecossistemas.

## Produção primária e respiração
A produção primária é expressa em gramas de carbono assimilado na forma de matéria orgânica por unidade de área (ex.: g C m-2) ou volume (g C m-3). Ela pode ser classificada como:
- Produção primária bruta que corresponde à quantidade total de matéria orgânica produzida por um organismo autotrófico;[2][4]
- Produção primária líquida que é a produção primária bruta menos a matéria orgânica consumida pelo próprio organismo autotrófico na respiração. A produção primária líquida é a fração da produção primária efetivamente disponível para incorporação em níveis tróficos superiores.[2][4]

Em oceanografia, há um conceito conhecido como profundidade de compensação que é a profundidade na coluna de água onde a taxa de fotossíntese é igual à taxa de respiração. Apenas 10% da luz solar incidente na superfície chega nesta profundidade, sendo equivalente ao limite inferior da zona eufótica. Acima da profundidade de compensação, a taxa de fotossíntese é maior que a de respiração, excedendo a produção primária líquida Esta profundidade é altamente variável, pois é fortemente influenciada por parâmetros como disponibilidade de luz, transparência da água, disponibilidade de nutrientes e composição do fitoplâncton.

## Fatores limitantes para a produção primária
Um fator ambiental físico ou biológico, cuja presença ou ausência, em quantidades inadequadas, limita a manutenção da vida de um organismo é denominado fator limitante. Os principais fatores limitantes para a produção primária no ambiente marinho são luz e nutrientes.

### Luz
A luz que incide na superfície da Terra é proveniente do Sol e é usada para ativar o processo fotossintético na conversão de energia luminosa em energia química. A quantidade de radiação solar que incide na superfície do planeta diminui do equador para os pólos. O ângulo de incidência solar está diretamente relacionado à altura máxima do Sol acima do horizonte. No equador, o ângulo de incidência de luz solar é maior, e com isso a reflexão de luz é menor, aumentando a penetração de luz na coluna de água. Nos pólos, o ângulo de incidência solar é menor, assim grande quantidade de luz é refletida. A presença de gelo nas latitudes polares reduz ainda mais a penetração de luz solar na coluna de água nestas regiões.
Ao atravessar a superfície do oceano e corpos aquáticos em geral, a luz solar é seletivamente absorvida. Assim, a disponibilidade da energia luminosa varia com relação à profundidade, sendo maior na superfície. O comprimento de onda de luz azul penetra maiores profundidades em águas claras, enquanto comprimento de onda de luz vermelha é rapidamente absorvido próximo à superfície. Portanto, fatores físicos, tais como comprimento de onda da luz, absorção e reflexão de luz pela superfície da água, transparência da coluna de água e presença de materiais particulados em suspensão (ex.: sedimento, detritos e os próprios organismos vivos) podem limitar a produção primária. Quando em grandes concentrações, as partículas em suspensão presentes na coluna de água absorvem a maior parte da luz azul e ultravioleta. Outros fatores, como latitude, estação do ano, hora do dia, cobertura de nuvens ou mesmo poluição atmosférica, também influenciam a profundidade máxima de penetração da luz solar e consequentemente a produção primária.
A profundidade máxima na qual a luz penetra também difere entre regiões próximas à costa e no oceano aberto. Próximo à costa, a zona fótica normalmente se estende até cerca de 100 metros de profundidade. No oceano aberto, em águas claras tropicais, a zona fótica pode atingir 590 metros de profundidade. Portanto, a produção primária no oceano está limitada às primeiras centenas de metros de profundidade.
A coluna de água do oceano é dividida em diferentes zonas com base na capacidade de penetração da luz. A zona fótica é a camada superior de água iluminada pelo Sol, e se divide em zona eufótica e zona disfótica. Na zona eufótica a incidência de luz solar é muito intensa e suficiente para inibir o aparato químico fotossintético de alguns organismos fitoplanctônicos. Porém, na zona disfótica, localizada logo abaixo da zona eufótica, a luz não é tão intensa, mas suficiente para permitir a ocorrência de produção primária a partir da fotossíntese. A zona afótica é a camada de água permanentemente escura (onde há ausência de luz), localizada abaixo da zona fótica, que estende-se até o assoalho oceânico e compreende a maior parte do oceano.

#### Absorção de luz pelos pigmentos fotossintéticos
As algas dependem especialmente de pigmentos fotossintéticos, que geralmente estão contidos nos seus cloroplastos. Durante a fotossíntese, os fótons de luz interagem com pigmentos tais como clorofilas e carotenoides, para os quais a energia da luz é transferida. Existem vários dois tipos de clorofilas, mas os mais comuns são “a” e “b”. A clorofila-a é o pigmento fotossintético dominante em todos os vegetais. Já a clorofila-b e os carotenoides são denominados pigmentos acessórios. Eles têm com principal função transportar a energia da luz que capturam para a clorofila-a, iniciando assim, a sequência das reações da fotossíntese. Dessa forma, os pigmentos acessórios complementam a absorção do espectro de luz visível. Em geral, as clorofilas absorvem mais os comprimentos de onda violeta e vermelho. Por outro lado, os pigmentos acessórios carotenoides absorvem comprimentos de onda verde. Normalmente, menos de um terço da energia da luz é absorvida pelos pigmentos fotossintéticos, devido às ineficiências nos processos bioquímicos da fotossíntese. A fração restante é perdida em forma de calor.

### Nutrientes
A produção primária marinha também depende significativamente da presença de nutrientes dissolvidos na água do mar. Um nutriente é, portanto, um elemento necessário para a produção de matéria orgânica. Alguns nutrientes estão presentes na água do mar, porém a maioria não está facilmente disponível.
O dióxido de carbono (CO2) está presente na água do mar em altas concentrações para os produtores primários. Em geral, magnésio, cálcio, potássio, sódio, enxofre e cloro também estão todos em quantidades suficientes para o crescimento dos produtores primários marinhos. Os principais nutrientes necessários à produção primária marinha são o nitrogênio e o fósforo. Ambos são escassos na maior parte da zona fótica marinha, assim como o silício e o ferro. Quando esses nutrientes são encontrados em baixas concentrações, eles são considerados um fator limitante para a produção primária.
Nitrogênio e fósforo são frequentemente esgotados pelos organismos autotróficos durante períodos de alta produtividade e rápida reprodução. Silício dissolvido, compostos de cálcio (utilizados na formação de conchas e outras partes duras de alguns produtores primários marinhos) e elementos traço, tais como ferro e cobre (utilizados em enzimas, vitaminas e outras macromoléculas), também encontram-se em baixa oferta na água durante fases de crescimento rápido. Deste modo, os produtores primários marinhos não têm outra escolha a não ser reciclar esses nutrientes. A reciclagem de nitrogênio compreende um processo complexo que envolve diferentes bactérias. A proporção ideal de nutrientes para a produção primária marinha corresponde a 16 átomos de nitrogênio para 1 átomo de fósforo.

## Produção primária nova e regenerada
Em algumas áreas a produção primária é relativamente baixa, como por exemplo em áreas costeiras e oceânicas da região tropical. Este fato é causado principalmente devido às deficiências de alguns nutrientes, tais como os compostos de nitrogênio, tornando-o um fator limitante para a produção primária nestas regiões. Devido a isto, os organismos fotossintetizantes reciclam o nitrogênio disponível na coluna de água. Assim, considerando a origem do nitrogênio que sustenta a atividade fotossintética, a produção primária marinha pode ser classificada em duas categorias: regenerada e nova.
A produção primária regenerada é derivada do uso do nitrogênio reciclado, geralmente na forma de amônio (NH4+), na zona fótica. É a parte da produção primária total responsável pela manutenção das teias tróficas pelágicas.
A produção primária nova corresponde à fração da produção primária resultante da incorporação de nitrogênio, geralmente na forma de nitrato (NO3-), oriundo de fora da zona fótica. É a parte da produção primária total que está intimamente relacionada ao fluxo de matéria orgânica para as águas mais profundas, sustentando os organismos meso e batipelágicos, assim como organismos bentônicos. A produção primária nova também influencia as trocas de gases na interface oceano-atmosfera, facilitando a penetração de dióxido de carbono na coluna de água.

## Produção primária em diferentes ecossistemas marinhos
No oceano, vários grupos de organismos autotróficos são responsáveis pela produção primária, tornando-a bastante desigual entre os ecossistemas marinhos. O fitoplâncton contribui com a maior fração, correspondente a mais de 90% da produção primária marinha total. A produção primária (em g C m-2) fitoplanctônica em diferentes ecossistemas marinhos pode ser observada na tabela abaixo.
| Localização                      | Produção primária (g C m-2) |
| -------------------------------- | --------------------------- |
| Áreas de ressurgência costeira   | 110-330                     |
| Áreas de ressurgência equatorial | 70-180                      |
| Estuários (média)                | 256                         |
| Giros oceânicos centrais         | 4-40                        |
| Mares subpolares                 | 50-110                      |
| Oceano Austral                   | 40-260                      |
| Oceano Ártico                    | <1-100                      |
| Oceanos temperados (costeiros)   | 110-220                     |
| Oceanos temperados (oceânicos)   | 70-120                      |
| Oceanos tropicais                | 18-50                       |
| Plataforma continental           | 100-160                     |
| Zonas costeiras (média)          | 100                         |

## Produção primária marinha em diferentes latitudes
O aporte de nutrientes na superfície dos oceanos e principalmente a distribuição da energia solar variam com relação à latitude, influenciando fortemente a produção primária em diferentes regiões do planeta.

### Regiões tropicais
Regiões tropicais possuem luz e dióxido de carbono em abundância, mas, por outro lado, possuem nutrientes em baixas concentrações. Devido à radiação solar intensa, as águas superficiais apresentam grande diferença de densidade com relação às águas profundas. A estratificação das águas tropicais formam uma picnoclina, que impede a mistura dessas águas. Por causa desse fenômeno, os detritos orgânicos da camada superior da coluna de água que afundam para a camada de fundo, não retornam facilmente à superfície. Assim, o oceano tropical é caracterizado por uma camada superficial bastante pobre em nutrientes e, consequentemente, pobre na produção da biomassa fitoplanctônica. Portanto, sua produção primária é baixa, tornando a maior parte dos oceanos tropicais verdadeiros desertos.
Em contrapartida, em áreas de ressurgência ou em plataformas continentais de regiões tropicais, as águas superficiais podem ser muito produtivas, pois, além de grande quantidade de nutrientes, há grande incidência de luz durante o ano inteiro. Nos recifes de corais a produção primária também é alta devido à simbiose entre os pólipos (cnidários que formam os corais) e as zooxantelas (dinoflagelados autotróficos que vivem associados aos pólipos), ocorrendo, portanto, uma ciclagem dos nutrientes e diminuindo assim a perda dos mesmos para fora do sistema. A produção primária que ocorre nas regiões tropicais é quase toda regenerada. Os processos de reciclagem de nutrientes ocorrem em taxas elevadas, principalmente no oceano aberto. Em média, a produção primária marinha nos trópicos raramente excede 30 g C m-2 e a flutuação sazonal é baixa.

### Regiões polares
A produção primária nas regiões polares é limitada aos meses de verão, quando a elevada incidência de luz solar, a ausência da cobertura de gelo e a presença de nutrientes em abundância favorecem as florações de fitoplâncton, resultando em alta produção primária. Porém, essas florações não são duradouras e ocorrem somente durante uma pequena parte do ano. Assim, o curto pico da produção primária no verão não compensa os meses improdutivos do inverno. Portanto, o fator que restringe a produção primária nas regiões polares não são os nutrientes, mas a luz do Sol. Este caminha sempre próximo ou mesmo abaixo do horizonte em parte do ano (baixo ângulo de incidência solar). Além disso, na maior parte do ano as regiões polares estão cobertas por gelo, fato que diminui ainda mais a luz disponível para a realização da fotossíntese. Nessas regiões, os nutrientes existem em abundância, porque além de serem pouco consumidos pelo fitoplâncton, há ausência de picnoclina, favorecendo a mistura de toda a coluna de água. Logo, os nutrientes não ficam retidos em camadas inferiores do oceano, como acontece nas regiões tropicais.
A produção primária média no Oceano Ártico (Hemisfério Norte) tende a ser menor que no Oceano Austral (Hemisfério Sul), pois a circulação oceânica é limitada pelas massas continentais em seu entorno. Em média, a produção primária no Oceano Ártico é inferior a 25 g C m-2. Por outro lado, em condições ideais, a produção primária no Oceano Austral pode atingir 250 g C m-2, fazendo com que o mesmo apresente uma das maiores produções entre os ecossistemas de altas latitudes.

### Regiões temperadas
Enquanto a produção primária no oceano tropical tem como fator limitante a ausência de nutrientes e nos oceanos polares a ausência de luz, em regiões temperadas há importantes variações sazonais em ambos os fatores. Isso resulta em pronunciada variação na produção primária ao longo do ano. No verão, a incidência de luz solar é alta, os dias são mais longos e as camadas de águas superiores tornam-se menos densas que as camadas de fundo, ocorrendo estratificação vertical com a formação de uma termoclina sazonal que dificulta a mistura dessas camadas de água. Com a presença da termoclina, o aporte de nutrientes provenientes de camadas inferiores é interrompido. Consequentemente, os nutrientes da superfície são rapidamente esgotados pelo fitoplâncton, reduzindo a disponibilidade dos mesmos na coluna de água e limitando a produção primária, mesmo com níveis de energia luminosa favoráveis. Como a luz solar não é um fator limitante, ocorre uma floração fitoplanctônica no final do verão, impulsionada pela reciclagem de nutrientes presentes na coluna de água superficial. No outono, a incidência solar diminui e os dias tornam-se mais curtos. A estratificação térmica começa a diminuir gradativamente. Com o rompimento da termoclina, a mistura das águas superficiais com as águas de fundo aumenta o aporte de nutrientes na coluna de água. Esta condição, somada com a existência de luz, pode resultar em pequenas florações de fitoplâncton, decaindo no final da estação quando a incidência de luz atinge níveis críticos. No inverno, a incidência de luz solar é muito baixa e a termoclina desaparece totalmente. O aporte de nutrientes para águas superficiais é bastante elevado devido a mistura das massas de água. A baixa incidência de luz somada a eventos de tempestade típicos dessa estação do ano possibilitam o transporte do fitoplâncton para locais abaixo da profundidade crítica, diminuindo fortemente a produção primária. Na primavera os dias tornam-se mais longos, a energia solar (e consequentemente a temperatura da água) começam a aumentar, restabelecendo a estratificação térmica gradativamente. Porém, no início dessa estação as águas superficiais encontram-se “fertilizadas” por nutrientes, devido ao baixo consumo destes pelo fitoplâncton ao longo do inverno. Essa grande disponibilidade de nutrientes nas águas superficiais tornam as condições de primavera favoráveis para o crescimento do fitoplâncton. Assim, ocorrem as chamadas de florações de primavera, sustentadas pela produção primária nova. Após a primavera, chega novamente o verão que, com o aumento da incidência solar, promove a estratificação térmica da coluna de água. Os nutrientes existentes na camada superior de água não são suficientes para atingir os níveis de produção primária observados na primavera. Assim, no verão ocorre quase que exclusivamente a produção primária regenerada. Em geral, a produção primária média nas regiões temperadas é de 120 g C m-2.

## Métodos para a quantificação da produção primária
- Método do oxigênio[5]

- Método do carbono-14[5][4]

- Medidas de crescimento e biomassa (“standing stock”)[5][4]

- Citometria de fluxo[5]

- Sensoriamento remoto[5]